# Вътьо Раковски
Вътьо Драганов Раковски е български поет и преводач от чешки и словашки език. Има особен принос за популяризиране на чешката и словашката литература в България.
Роден е през 1925 г. Завършва славянска филология в Софийски университет. Първото му стихотворение излиза през 1941 г. в списание „Българска реч“. От 1952 до 1990 година работи като редактор на литературното списание „Септември“. В периода 1991 — 1994 година е съветник в посолството на Република България в Прага. Раковски е сред учредителите на Съюза на преводачите в България, както и дългогодишен секретар на българския ПЕН клуб.
Автор е на повече от 40 книги с поезия, и е преводач на над 50 книги от чешки и словашки. Носител е на български и международни отличия, сред които:
- наградата на София за литература (1968, Янорова награда (1999), награда на Съюза на преводачите в България (1990);
- орден „Кирил и Методий“ – I степен.
- златен медал за сътрудничество с Чехословакия;
- чешките награди „Витезслав Незвал“, „Иржи Волкер“ и „Премия Бохемика“ на Сдружението на чешките писатели;
- словашката награда „Павол Хвездослав“ на Министерството на културата на Словашката република (1971).

Негови книги са превеждани на словашки „Letiaci den“ (1981), и на чешки „Jak placha voda“ (1984), а отделни стихотворения – на английски, беларуски, грузински, испански, руски, украински, унгарски, финландски, холандски, чешки и словашки, френски, хинди, румънски, гръцки, китайски език.
Умира на 14 май 2008 година.

## Творчество
- 1958 – „Пътник през света“
- 1961 – „Високосни години“
- 1962 – „Хляб и чувства“
- 1964 – „Пет минути преди деня“
- 1966 – „Близко ехо“
- 1966 – „Делничен свят“
- 1968 – „Вечерни покриви“
- 1970 – „Добър ден, Галилей“
- 1971 – „Насрещен сняг“
- 1972 – „Ветровити подножия“
- 1976 – „Съботен гроздобер“
- 1976 – „Синята дъга“
- 1978 – „Прозорец за птици“
- 1978 – „Спасени чувства“
- 1982 – „Под стряха от дъжд“
- 1984 – „Диогенови фенери“
- 1984 – „Кълбо“
- 1985 – „Лирика“ (в два тома)
- 1988 – „Амфитеатър“
- 1989 – „Битие“
- 1996 – „Нощна катедрала“
- 1996 – „Сто“
- 1998 – „По пътя за Емаус“
- 1998 – „Есен, сънуваш ли своето лято“
- 2000 – „Аз – Дон Кихот от Ла Манча“
- 2001 – „Витото стълбище“
- 2002 – „Искам да ти кажа нещо, свят“
- 2005 – „Прозорец за птици и ангели“
- 2006 – „Викът на моето мълчание“
- 2007 – „И чука по стената на дъжда съдбата“
- 2009 – „От другата страна на времето“